# هناء كوباياشي
هناء كوباياشي (بالإسبانية: Hana Kobayashi)‏ هي مغنية فنزويلية، ولدت في 19 مارس 1982 في ماراكاي في فنزويلا.